# Sondos Mohamed
Sondos Mohamed (30 settembre 2005) è una nuotatrice artistica egiziana.

## Palmarès

### Coppa del Mondo
- 1 podio:
  - 1 secondo posto (1 nella gara a squadre)